# Scutiger jiulongensis
Scutiger jiulongensis és una espècie d'amfibi que viu a la Xina.